# Břestek
Břestek är en ort i Tjeckien.   Den ligger i distriktet Okres Uherské Hradiště och regionen Zlín, i den östra delen av landet, 240 km sydost om huvudstaden Prag. Břestek ligger 233 meter över havet och antalet invånare är 719.
Terrängen runt Břestek är platt åt sydost, men åt nordväst är den kuperad. Runt Břestek är det tätbefolkat, med 343 invånare per kvadratkilometer. Närmaste större samhälle är Uherské Hradiště, 8,0 km öster om Břestek. Trakten runt Břestek består till största delen av jordbruksmark.